# 지미 윌리엄스
지미 윌리엄스(Jimy Williams, 1943년 10월 4일~2024년 1월 26일)는 미국의 메이저 리그 베이스볼의 야구 선수, 야구 지도자이다. 캘리포니아 주립 대학교 프레즈노 캠퍼스를 졸업했다.

## 같이 보기
- 2000년 보스턴 레드삭스 시즌